# Olympische Sommerspiele 2012/Leichtathletik – 20 km Gehen (Männer)

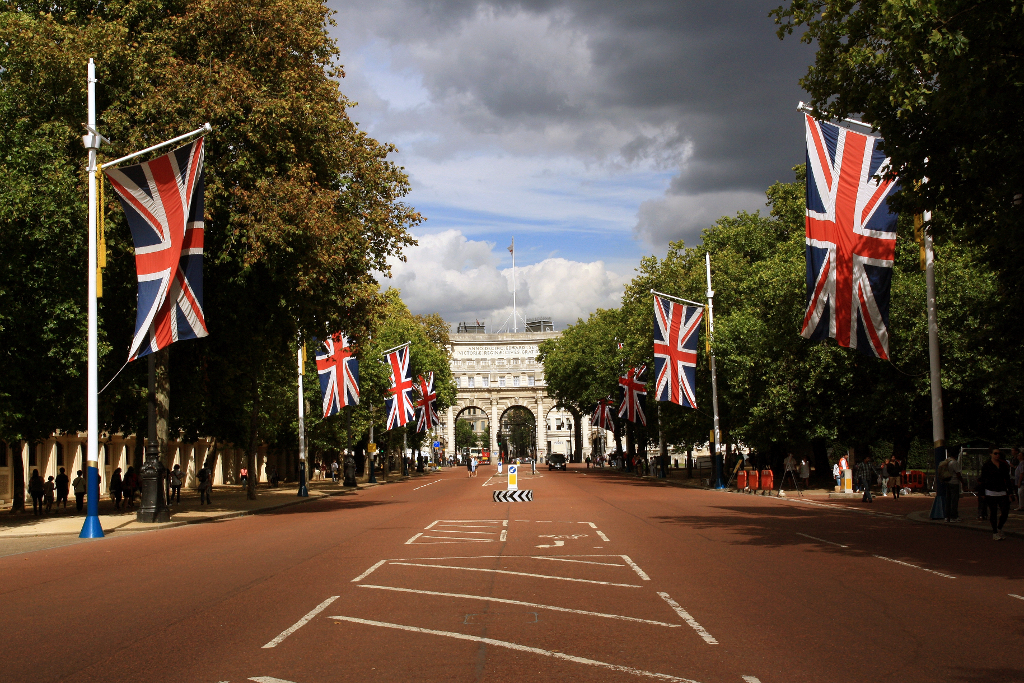
The Mall mit Blick auf den Buckingham Palace im Jahr 2011

Das 20-km-Gehen der Männer bei den Olympischen Spielen 2012 in London wurde am 4. August 2012 auf einem Rundkurs in der Innenstadt von London ausgetragen. 56 Athleten nahmen teil.
Olympiasieger wurde der Chinese Chen Ding, der vor Erick Barrondo aus Guatemala gewann. Die Bronzemedaille errang der Chinese Wang Zhen.
Der Deutsche André Höhne kam auf Platz 21 ins Ziel.

Athleten aus der Schweiz, Österreich und Liechtenstein nahmen nicht teil.

## Aktuelle Titelträger
| Olympiasieger                      | Waleri Bortschin ( Russland)        | 1:19:01 h   | Peking 2008              |
| Weltmeister                        | Luis Fernando López ( Kolumbien)    | 1:20:38 h   | Daegu 2011               |
| Europameister                      | Matej Tóth ( Slowenien)             | 1:23:53 h   | Olhão, Portugal 2011     |
| Zentralamerika und Karibik-Meister | Aníbal Paau ( Guatemala)            | 1:26:13 h   | Cartago, Costa Rica 2012 |
| Südamerika-Meister                 | Caio Bonfim ( Brasilien)            | 1:23:59 h   | Salinas, Ecuador 2012    |
| Asienmeister                       | Chundong Zhu ( Volksrepublik China) | 1:21:22 h   | Nomi, Japan 2012         |
| Afrikameister                      | Hassanine Sebei ( Tunesien)         | 1:24:15,5 h | Radès, Tunesien 2009     |
| Ozeanienmeister                    | Jared Tallent ( Australien)         | 1:23:01 h   | Hobart 2012              |

## Rekorde

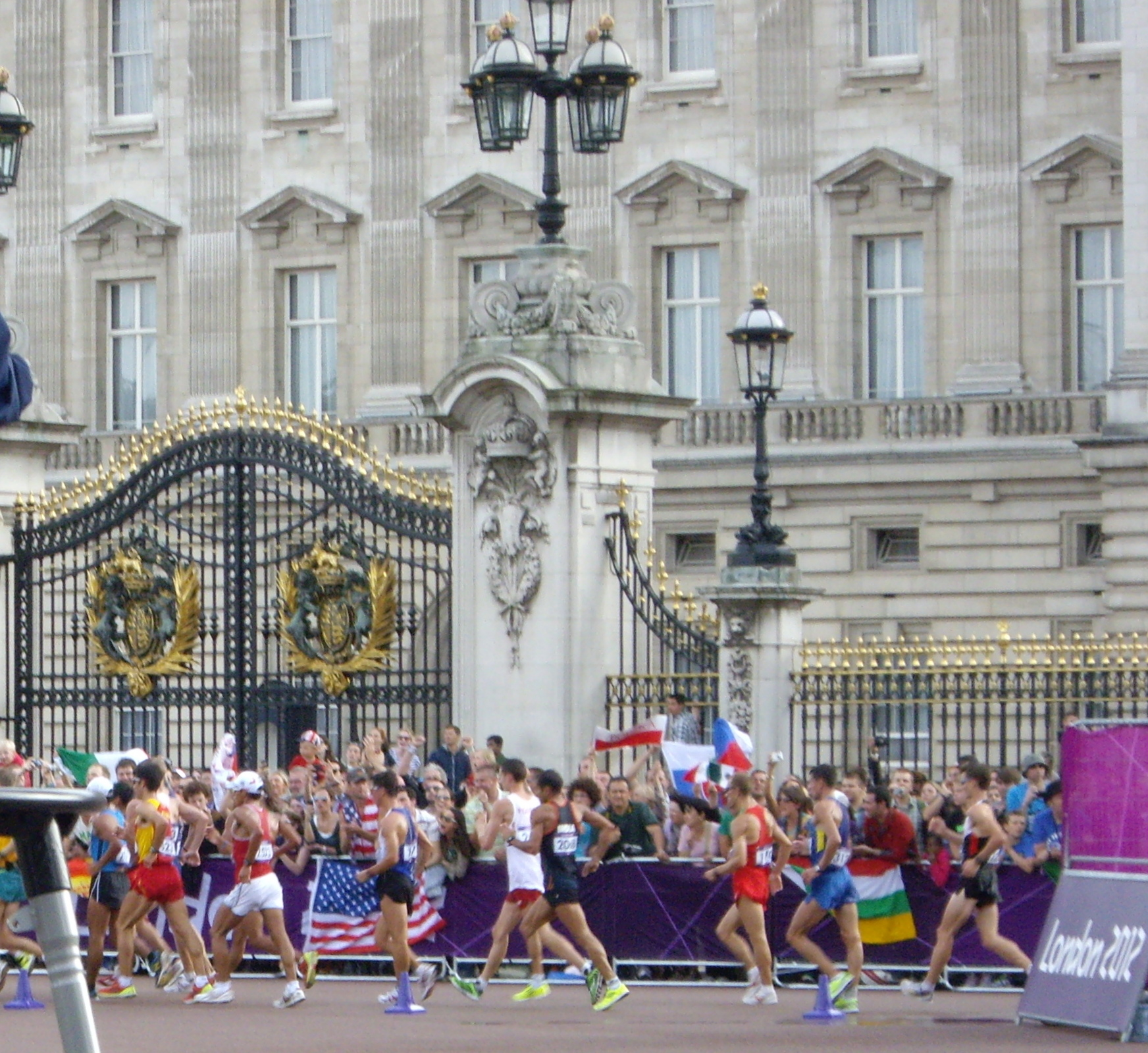
Die Geher vor dem Buckingham Palace

### Bestehende Rekorde
| Weltrekord         | Wladimir Kanaikin ( Russland) | 1:17:16 h | Saransk, Russland     | 29. September 2007 |
| Olympischer Rekord | Robert Korzeniowski ( Polen)  | 1:18:59 h | OS Sydney, Australien | 22. September 2000 |

### Rekordverbesserungen
Im Wettbewerb am 4. August wurde der Olympiarekord verbessert, außerdem gab es vier neue Landesrekorde:
- Olympiarekord
  - 1:18:46 h – Chen Ding, Volksrepublik China
- Landesrekorde
  - 1:20:21 h – Irfan Kolothum Thodi, Indien
  - 1:20:58 h – Iñaki Gómez, Kanada
  - 1:21:12 h – Alexandros Papamichail, Griechenland
  - 1:22:10 h – Juan Manuel Cano, Argentinien

Anmerkung:
Alle Zeiten in diesem Artikel sind nach Ortszeit London (UTC±0) angegeben.

## Doping
Am 8. Juni 2008 erzielte der Russe Sergei Morosow bei der russischen Meisterschaft in Saransk eine Zeit von 1:16:43 h, womit er den Weltrekord um 33 Sekunden unterbot. Da es bei dem Wettkampf jedoch keine Dopingkontrollen gab, konnte die Zeit nicht als Weltrekord anerkannt werden. Morosow hatte zwar nicht zu den russischen Gehern hier in London gehört, es muss allerdings in diesem Zusammenhang darauf hingewiesen werden, dass alle sechs russischen Teilnehmer aus beiden Londoner Gehwettbewerben 2012 nach Verstößen gegen die Dopingbestimmungen disqualifiziert wurden.
- In diesem Wettbewerb waren folgende drei gedopte Geher aus Russland unter den Teilnehmern:
  - Waleri Bortschin (Wettkampf aufgegeben). Er wurde wegen Dopingvergehens am 20. Januar 2015 rückwirkend vom 15. Oktober 2012 an für acht Jahre gesperrt. Seine Resultate wurden für drei Perioden annulliert: 14. Juli bis 15. September 2009, 16. Juni bis 27. September 2011 und 11. April bis 3. September 2012.[2]
  - Wladimir Kanaikin Russland (zunächst Rang 37). Er wurde mittels seines Blutpasses des Dopingmissbrauchs überführt und wegen seiner Wiederholungstäterschaft lebenslang gesperrt.[3]
  - Andrei Kriwow Russland (wegen Verstoßes gegen die Gehregeln nach drei Verwarnungen disqualifiziert). Seine Resultate zwischen dem 20. Mai 2011 und dem 6. Juli 2013 wurden annulliert.[4]
- Außerdem war auch ein gedopter Teilnehmer aus der Ukraine unter den Wettbewerbern:
  - Nasar Kowalenko (zunächst Rang 26). Ihm wurden wegen Einsatzes einer unerlaubten Substanz seine zwischen 11. Mai 2012 und 17. Mai 2015 erzielten Resultate aberkannt.[5]

## Streckenführung
Die Geher hatten zehnmal eine zwei Kilometer lange Runde zu bewältigen, die über die Prachtstraße The Mall entlang des St. James’s Park bis zum Victoria Memorial führte. Der Kurs bog auf die Straße Constitution Hill ein und führte am Buckingham Palace vorbei den Green Park entlang. Nach einem Wendepunkt ging es zum Start- und Zielpunkt zurück.

## Resultat

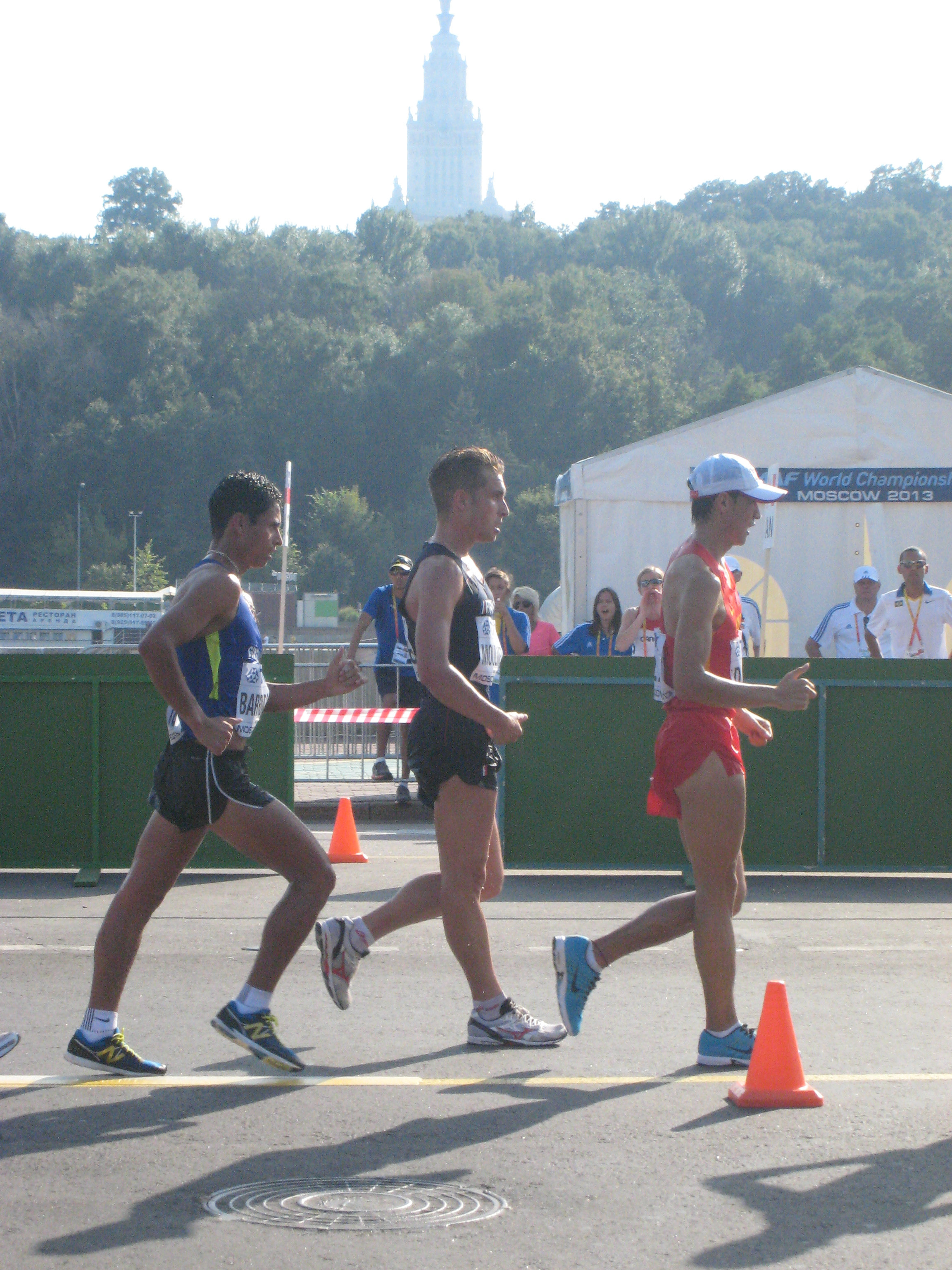
Olympiasieger Chen Ding (hier bei einem Wettkampf im Jahr 2013 in der Mitte zwischen dem Silbermedaillengewinner dieser Spiele Erick Barrondo – links – und dem Olympiaachten Bertrand Moulinet – rechts)

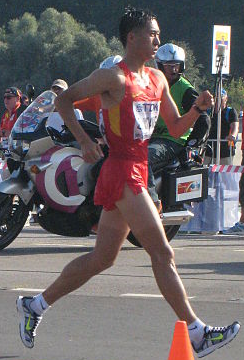
Bronzemedaillengewinner Wang Zhen

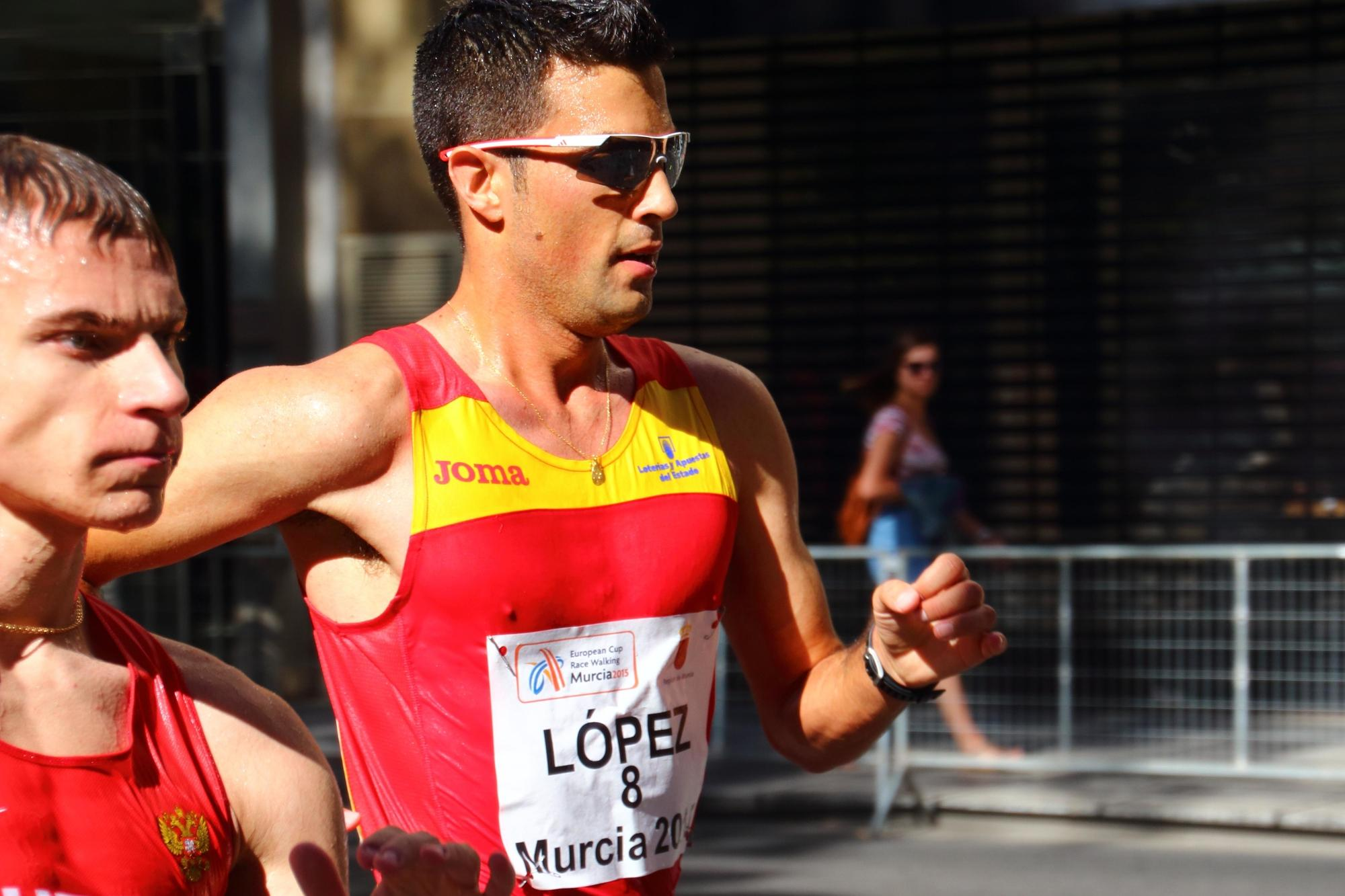
Miguel Ángel López wurde Fünfter dieses Wettkampfs

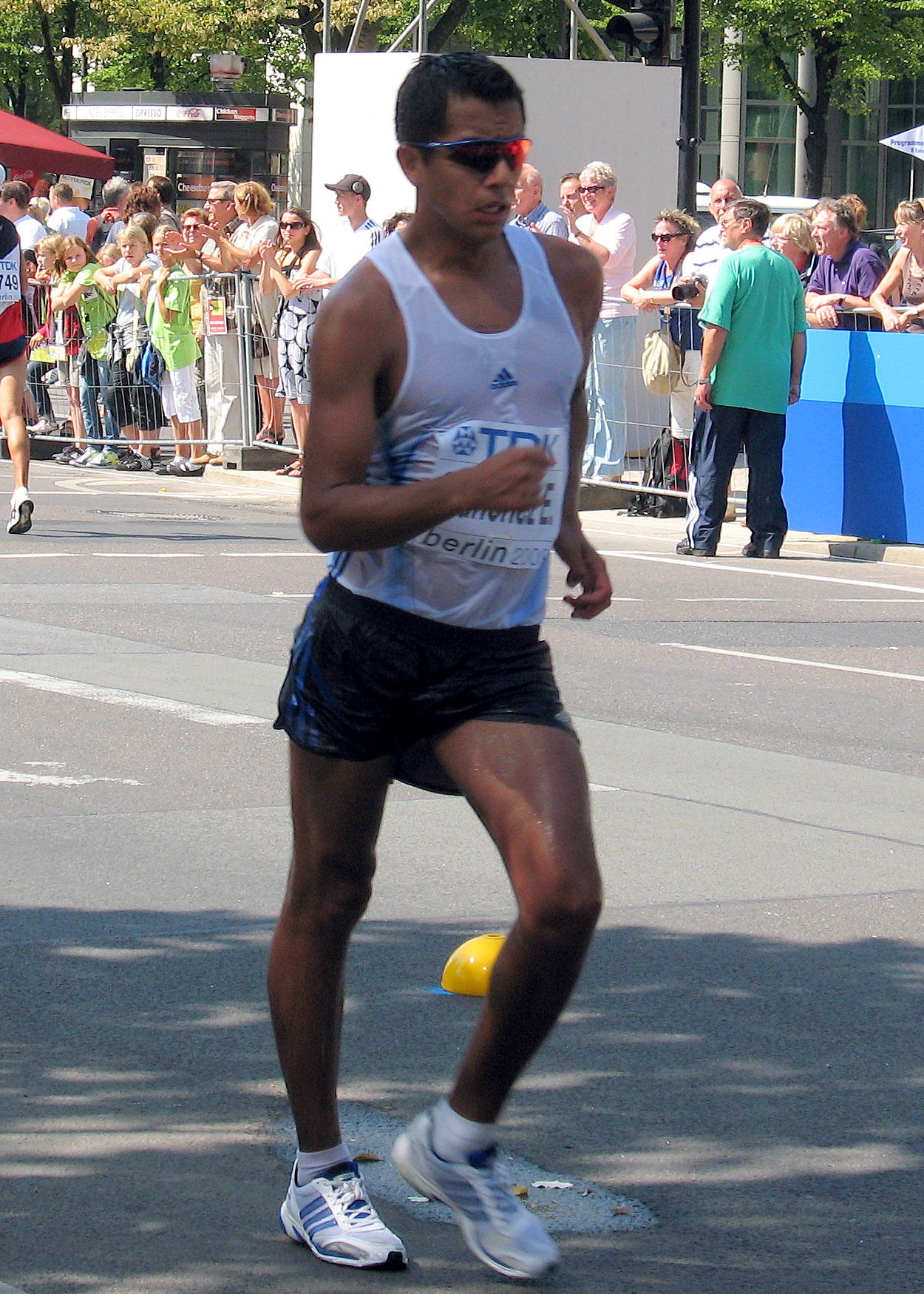
Der Olympiasechste Eder Sánchez

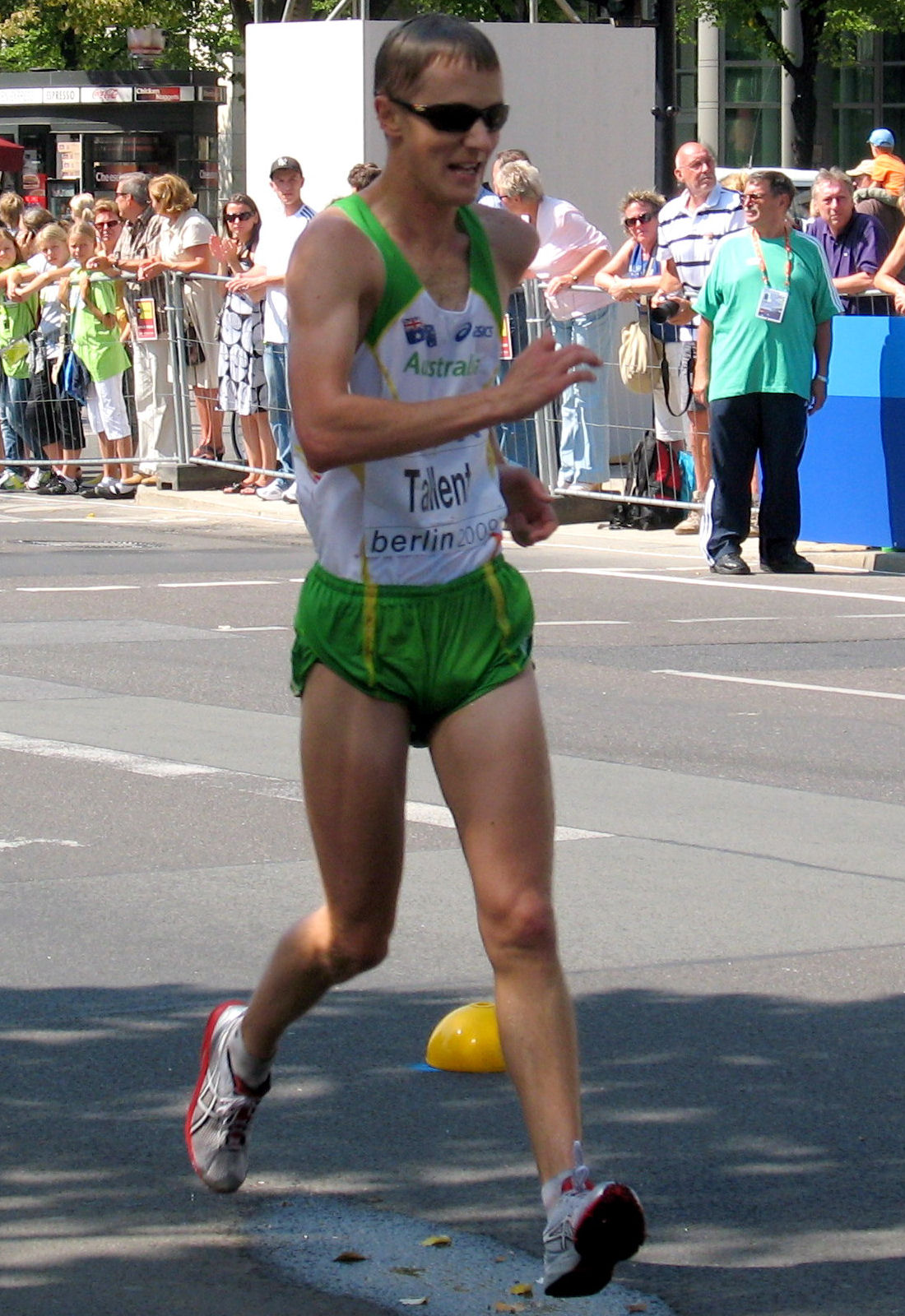
Jared Tallent belegte Rang sieben

4. August 2012, 17.00 Uhr
| Zwischenzeiten | Zwischenzeiten | Zwischenzeiten                                                            | Zwischenzeiten |
| Marke          | Zwischenzeit   | Führende(r)                                                               | 2-km-Zeit      |
| -------------- | -------------- | ------------------------------------------------------------------------- | -------------- |
| 2 km           | 8:24 min       | Robert Heffernan mit großer Gruppe                                        | 8:24 min       |
| 4 km           | 16:19 min      | Yūsuke Suzuki – 6 s vor großer Gruppe                                     | 7:55 min       |
| 6 km           | 24:19 min      | Yūsuke Suzuki – 7 s vor großer Gruppe                                     | 8:00 min       |
| 8 km           | 32:20 min      | Yūsuke Suzuki – 3 s vor großer Gruppe                                     | 8:01 min       |
| 10 km          | 40:08 min      | Ding Chen mit 7köpfiger Gruppe – wenige Sekunden vor Verfolgern           | 7:48 min       |
| 12 km          | 48:05 min      | Bertrand Moulinet – 4 s vor 11 Verfolgern                                 | 7:57 min       |
| 14 km          | 55:54 min      | Ding Chen mit 9köpfiger auseinandergezogener Gruppe                       | 7:49 min       |
| 16 km          | 1:03:40 h00    | Ding Chen mit 3köpfiger Gruppe – Tallent 5 s zurück – Sánchez 11 s zurück | 7:46 min       |
| 18 km          | 1:11:15 h00    | Ding Chen – Barrondo 8 s zurück – Wang Zhen 9 s zurück                    | 7:35 min       |
| 20 km          | 1:18:46 h00    | Waleri Bortschin                                                          | 7:31 min       |

| Platz | Name                   | Nation              | Zeit (h) | Verwarnungen     | Anmerkung                      |
| ----- | ---------------------- | ------------------- | -------- | ---------------- | ------------------------------ |
| 0 1   | Chen Ding              | Volksrepublik China | 1:18:46  | Bod              | OR                             |
| 0 2   | Erick Barrondo         | Guatemala           | 1:18:57  | Bod / Bod        |                                |
| 0 3   | Wang Zhen              | Volksrepublik China | 1:19:25  |                  |                                |
| 0 4   | Cai Zelin              | Volksrepublik China | 1:19:44  | Bod              |                                |
| 0 5   | Miguel Ángel López     | Spanien             | 1:19:49  |                  |                                |
| 0 6   | Eder Sánchez           | Mexiko              | 1:19:52  | Bod / Knie       |                                |
| 0 7   | Jared Tallent          | Australien          | 1:20:02  |                  |                                |
| 0 8   | Bertrand Moulinet      | Frankreich          | 1:20:12  |                  |                                |
| 0 9   | Robert Heffernan       | Irland              | 1:20:18  | Bod              |                                |
| 10    | Irfan Kolothum Thodi   | Indien              | 1:20:21  | Knie / Bod       | NR                             |
| 11    | João Vieira            | Portugal            | 1:20:41  |                  |                                |
| 12    | Dsjanis Simanowitsch   | Belarus             | 1:20:42  | Bod              |                                |
| 13    | Iñaki Gómez            | Kanada              | 1:20:58  | Bod              | NR                             |
| 14    | Erik Tysse             | Norwegen            | 1:21:00  |                  |                                |
| 15    | Alexandros Papamichail | Griechenland        | 1:21:12  |                  | NR                             |
| 16    | Iwan Trozki            | Belarus             | 1:21:23  | Bod              |                                |
| 17    | Kim Hyun-Sub           | Südkorea            | 1:21:36  |                  |                                |
| 18    | Isamu Fujisawa         | Japan               | 1:21:48  |                  |                                |
| 19    | Dawid Tomala           | Polen               | 1:21:55  |                  |                                |
| 20    | Éider Arévalo          | Kolumbien           | 1:22:00  |                  |                                |
| 21    | André Höhne            | Deutschland         | 1:22:02  | Knie             |                                |
| 22    | Juan Manuel Cano       | Argentinien         | 1:22:10  | Bod              | NR                             |
| 23    | Anton Kučmín           | Slowakei            | 1:22:25  |                  |                                |
| 24    | Grzegorz Sudoł         | Polen               | 1:22:40  |                  |                                |
| 25    | Takumi Saito           | Japan               | 1:22:43  |                  |                                |
| 26    | Trevor Barron          | USA                 | 1:22:46  | Bod / Bod        |                                |
| 27    | James Rendon           | Kolumbien           | 1:22:54  | Bod              |                                |
| 28    | Rafał Augustyn         | Polen               | 1:23:17  |                  |                                |
| 29    | Ruslan Dmytrenko       | Ukraine             | 1:23:21  |                  |                                |
| 30    | Byun Young-jun         | Südkorea            | 1:23:26  | Bod / Bod        |                                |
| 31    | Máté Helebrandt        | Ungarn              | 1:23:32  |                  |                                |
| 32    | Gurmeet Singh          | Indien              | 1:23:34  | Knie / Bod       |                                |
| 33    | Isaac Palma            | Mexiko              | 1:23:35  | Knie             |                                |
| 34    | Georgi Scheiko         | Kasachstan          | 1:23:52  | Knie             |                                |
| 35    | Yūsuke Suzuki          | Japan               | 1:23:53  |                  |                                |
| 36    | Chris Erickson         | Australien          | 1:24:19  |                  |                                |
| 37    | Caio Bonfim            | Brasilien           | 1:24:45  |                  |                                |
| 38    | Marius Žiūkas          | Litauen             | 1:24:45  |                  |                                |
| 39    | Yerko Araya            | Chile               | 1:25:27  | Bod              |                                |
| 40    | Giorgio Rubino         | Italien             | 1:25:28  |                  |                                |
| 41    | Baljinder Singh        | Indien              | 1:25:39  | Bod / Bod        |                                |
| 42    | Mauricio Arteaga       | Ecuador             | 1:25:51  |                  |                                |
| 43    | Arnis Rumbenieks       | Lettland            | 1:26:26  |                  |                                |
| 44    | Ever Palma             | Mexiko              | 1:26:30  |                  |                                |
| 45    | Iwan Lossew            | Ukraine             | 1:26:50  |                  |                                |
| 46    | Predrag Filipović      | Serbien             | 1:27:22  |                  |                                |
| DNF   | Hassanine Sebai        | Tunesien            |          |                  |                                |
| DNF   | Alvaro Martín          | Spanien             |          | Bod / Bod        |                                |
| DNF   | Park Chil-Seong        | Südkorea            |          | Bod              |                                |
| DNF   | Adam Rutter            | Australien          |          |                  |                                |
| DNF   | Ebrahim Rahimian       | Iran                |          |                  |                                |
| DSQ   | Luis Fernando López    | Kolumbien           |          | Knie / Bod / Bod | IAAF Regel 230.6 – Rote Karten |
| DOP   | Nasar Kowalenko        | Ukraine             | 1:22:54  | Bod              | [ 5 ]                          |
| DOP   | Andrei Kriwow          | Russland            | 1:24:17  |                  | [ 4 ]                          |
| DOP   | Waleri Bortschin       | Russland            | DNF      | Bod              | [ 2 ]                          |
| DOP   | Wladimir Kanaikin      | Russland            | DSQ      | Bod / Bod / Bod  | [ 3 ]                          |

## Wettkampfverlauf
Der Ire Robert Heffernan und der Pole Grzegorz Sudoł übernahmen schon früh die Führungsarbeit, das Feld blieb jedoch zunächst zusammen. Später stieß der Japaner Yūsuke Suzuki nach vorne. Immer wieder startete er Angriffe, um sich vom Teilnehmerfeld abzusetzen. Er konnte sich bis Kilometer acht an der Spitze halten und hatte stets wenige Sekunden Vorsprung vor einer großen Verfolgergruppe. Bei Streckenhälfte übernahm eine siebenköpfige Gruppe mit den Chinesen Chen Ding und Wang Zhen, dem Australier Jared Tallent, Erick Barrondo aus Guatemala, dem Mexikaner Eder Sánchez, dem Spanier Miguel Ángel López und dem Kolumbianer Luis Fernando López die Spitze.
Kurze Zeit später unternahm der Franzose Bertrand Moulinet einen Angriff. Er hatte einen zwischenzeitlichen Vorsprung von sieben Sekunden, wurde jedoch vom Feld wieder eingeholt. Genau diesen Moment hatte sich Chen ausgesucht, um seinen Angriff zu starten. Acht weitere Athleten konnten Chens Tempoverschärfung zunächst mitgehen. Doch bei Kilometer sechzehn war die Gruppe auf drei Geher geschrumpft. Chen, Wang und Barrondo hatten fünf Sekunden Vorsprung vor Tallent, weitere sechs Sekunden dahinter folgte Sánchez. Etwas später konnte auch López noch einmal zu den Führenden aufschließen. Er wurde jedoch gleich darauf im Anschluss an seine dritte Verwarnung disqualifiziert.
Wieder war es Chen, der nun das Tempo anzog. Sein Landsmann Wang konnte nicht mithalten und fiel zurück. Zu Beginn der letzten Runde hatte sich Chen einen Vorsprung von acht Sekunden auf Barrondo herausgearbeitet, knapp dahinter lag Wang. Barrondo forcierte nun noch einmal und konnte sich von Wang absetzen.
Chen gewann den Wettbewerb mit einem neuen Olympiarekord. Er errang damit die erste chinesische Medaille im olympischen Sportgehen überhaupt. Elf Sekunden hinter ihm kam Erick Barrondo ins Ziel und war damit der erste Medaillengewinner Guatemalas bei Olympischen Spielen. Die Bronzemedaille gewann mit Wang Zhen wieder ein Chinese, 28 Sekunden hinter Barrondo zurück. Mit Cai Zelin auf dem nächsten Rang kam auch der dritte Chinese unter die ersten Vier.

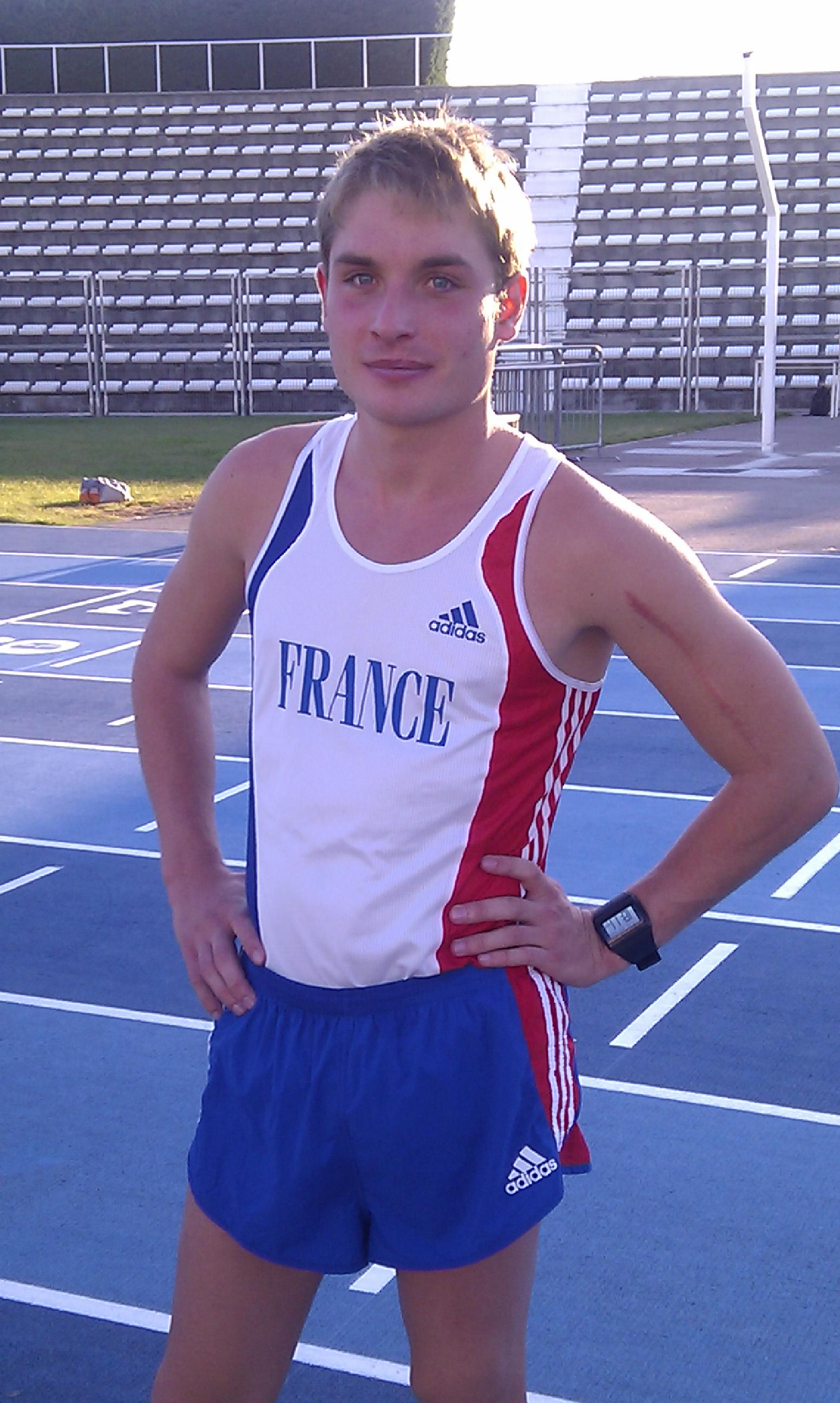
Bertrand Moulinet kam auf den achten Platz
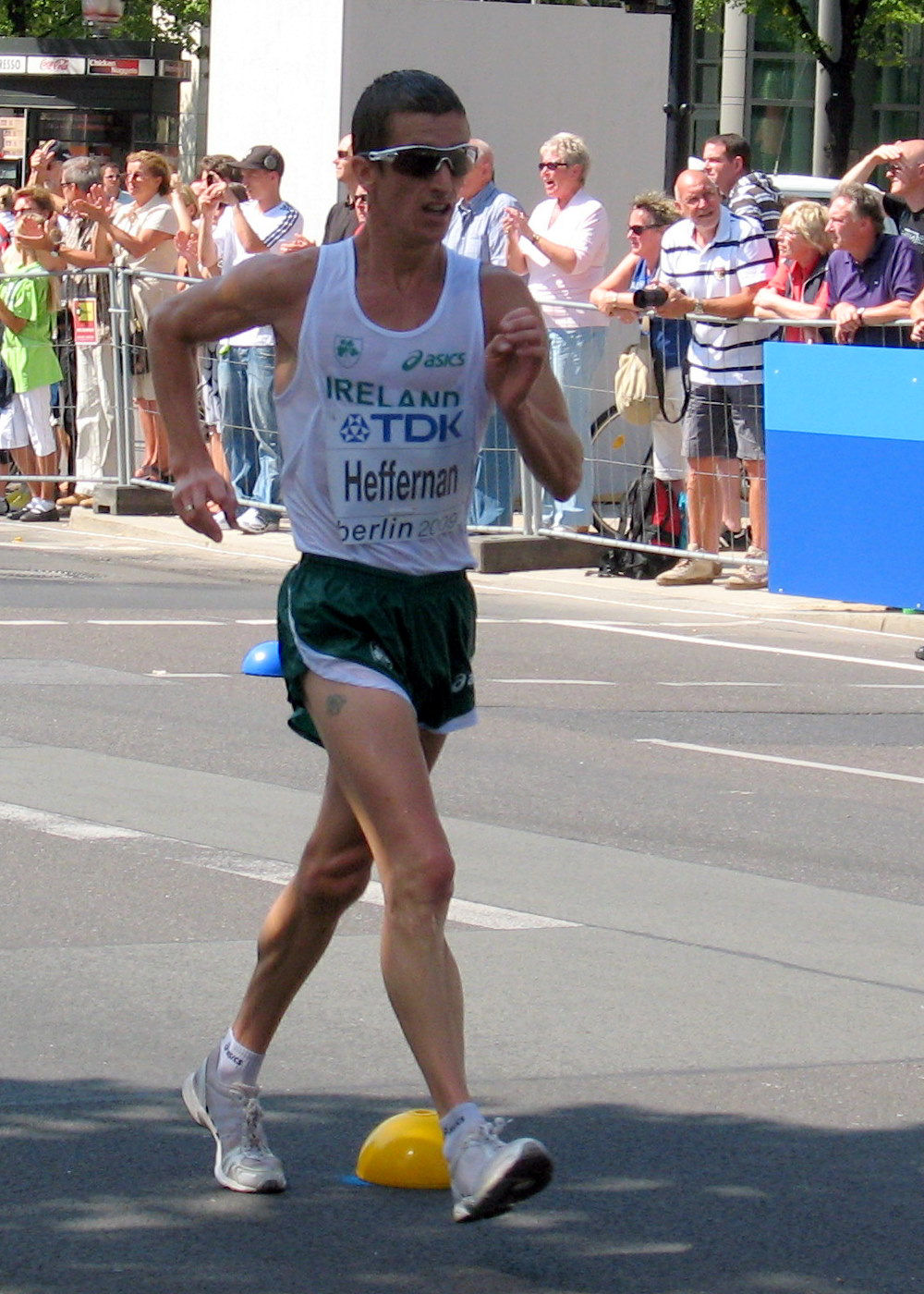
Robert Heffernan erreichte Patz neun
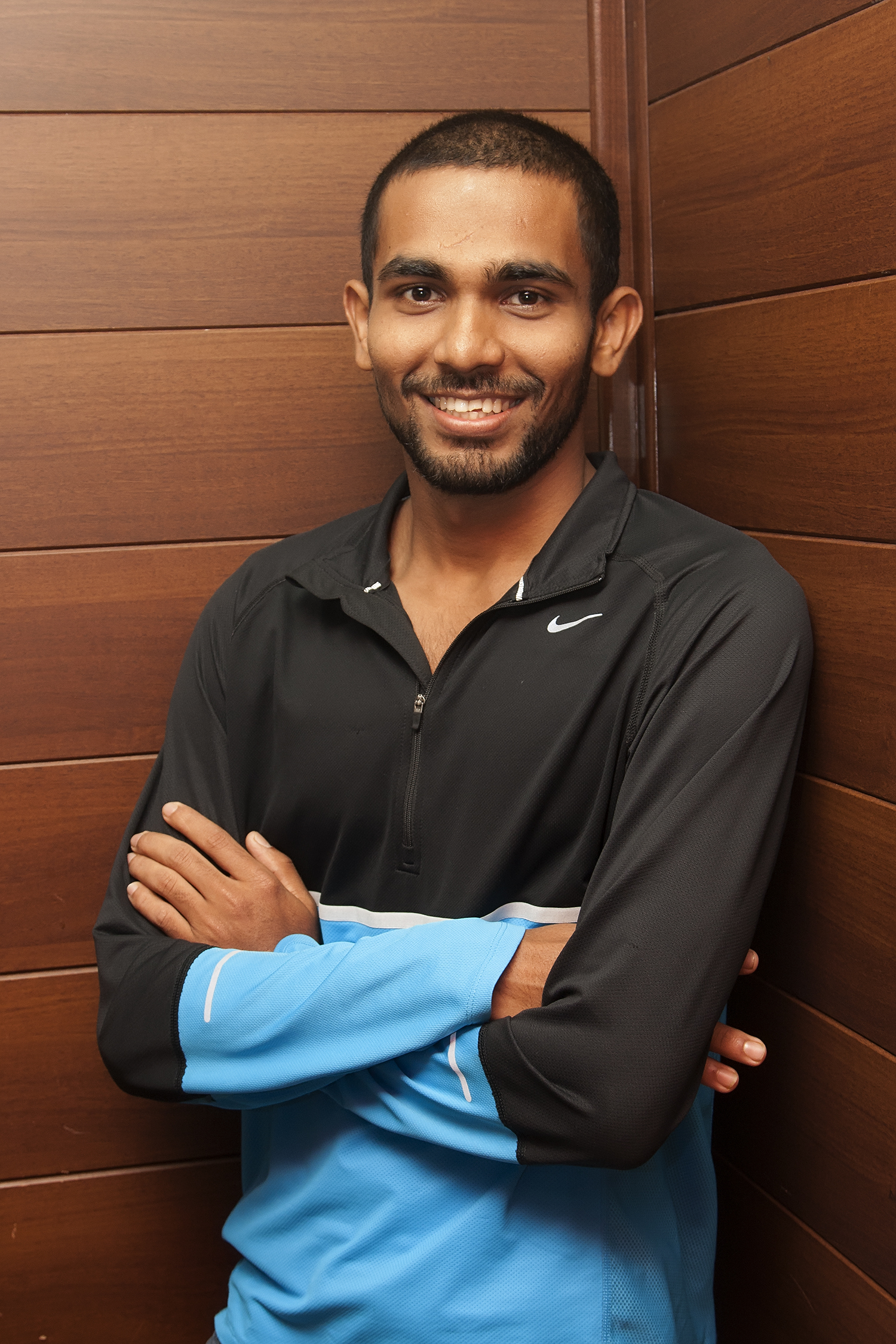
Irfan Kolothum Thodi belegte Rang zehn
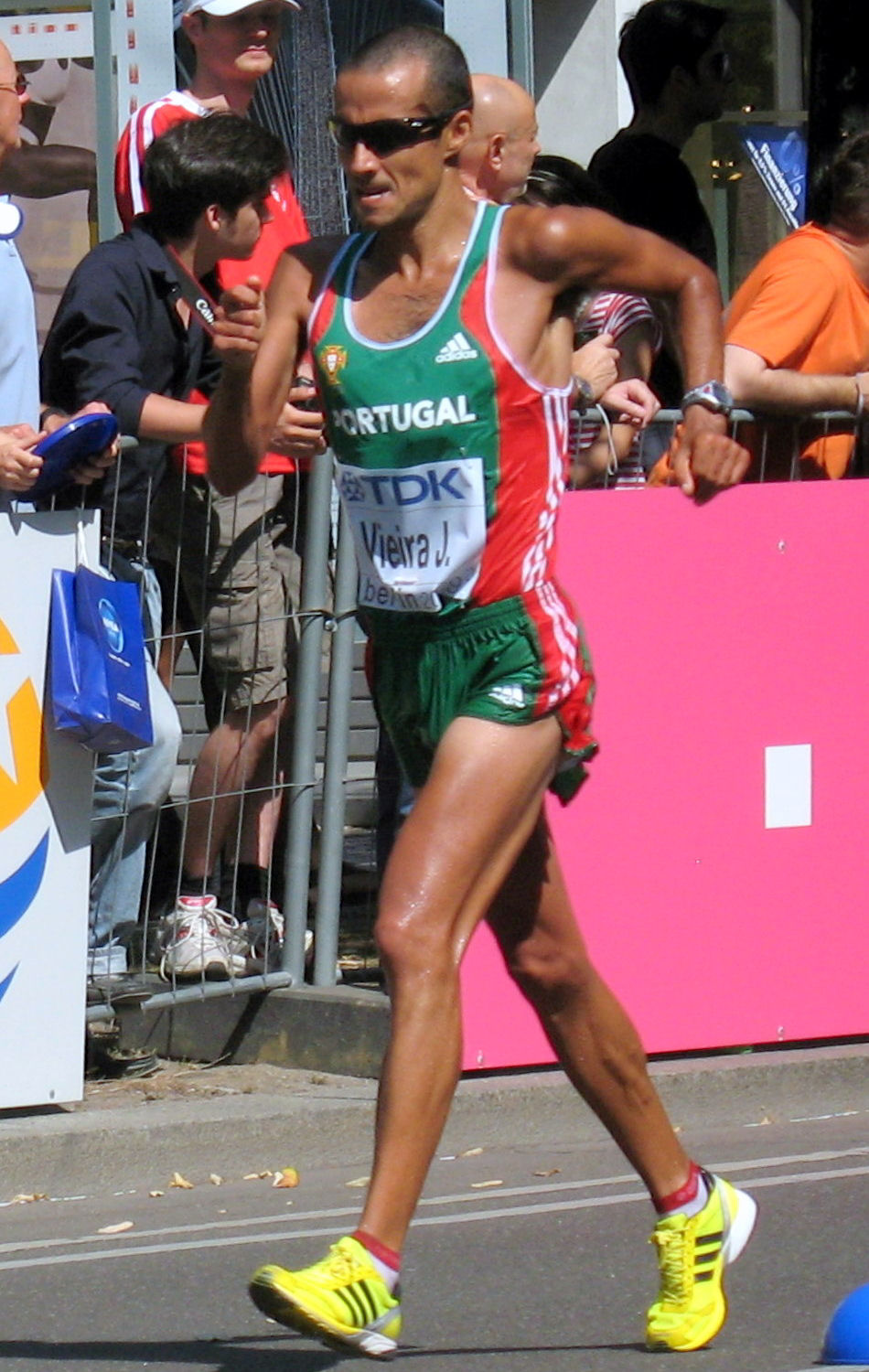
Der elftplatzierte João Vieira
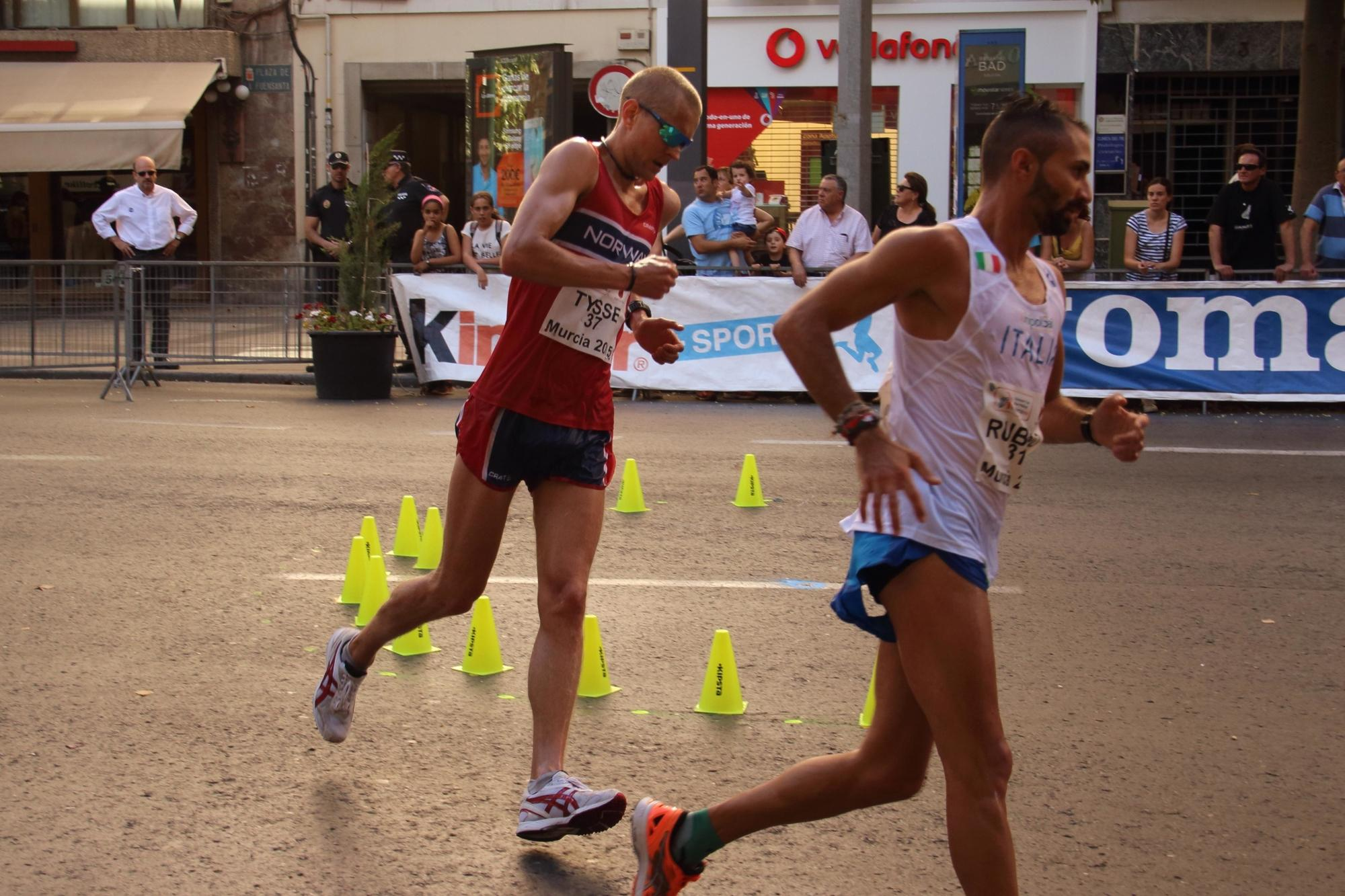
ErikTysse (rotes Trikot) – Rang vierzehn
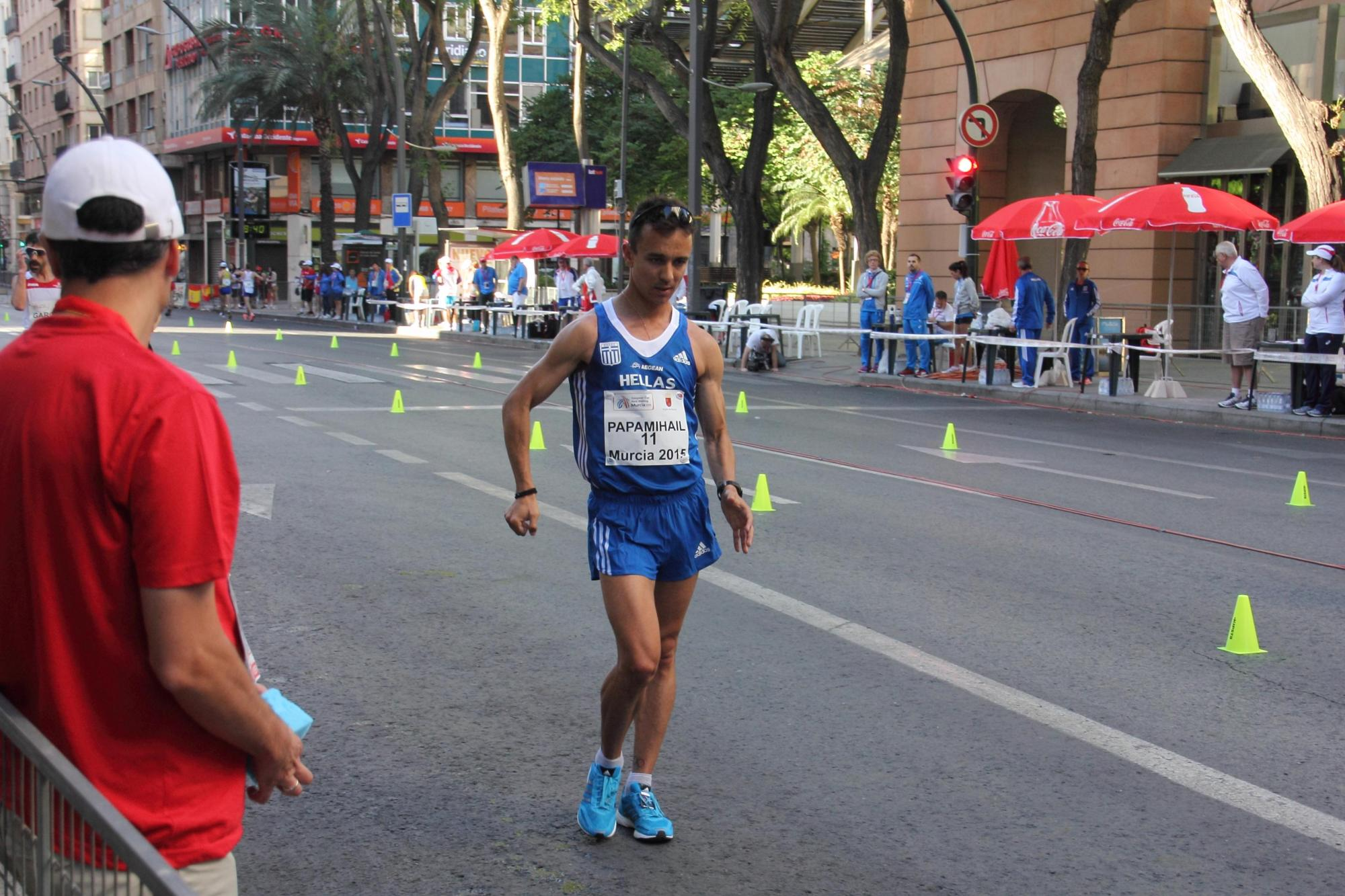
Alexandros Papamichail – Rang fünfzehn
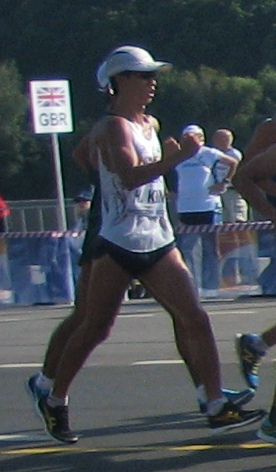
Kim Hyun-Sub – Rang siebzehn
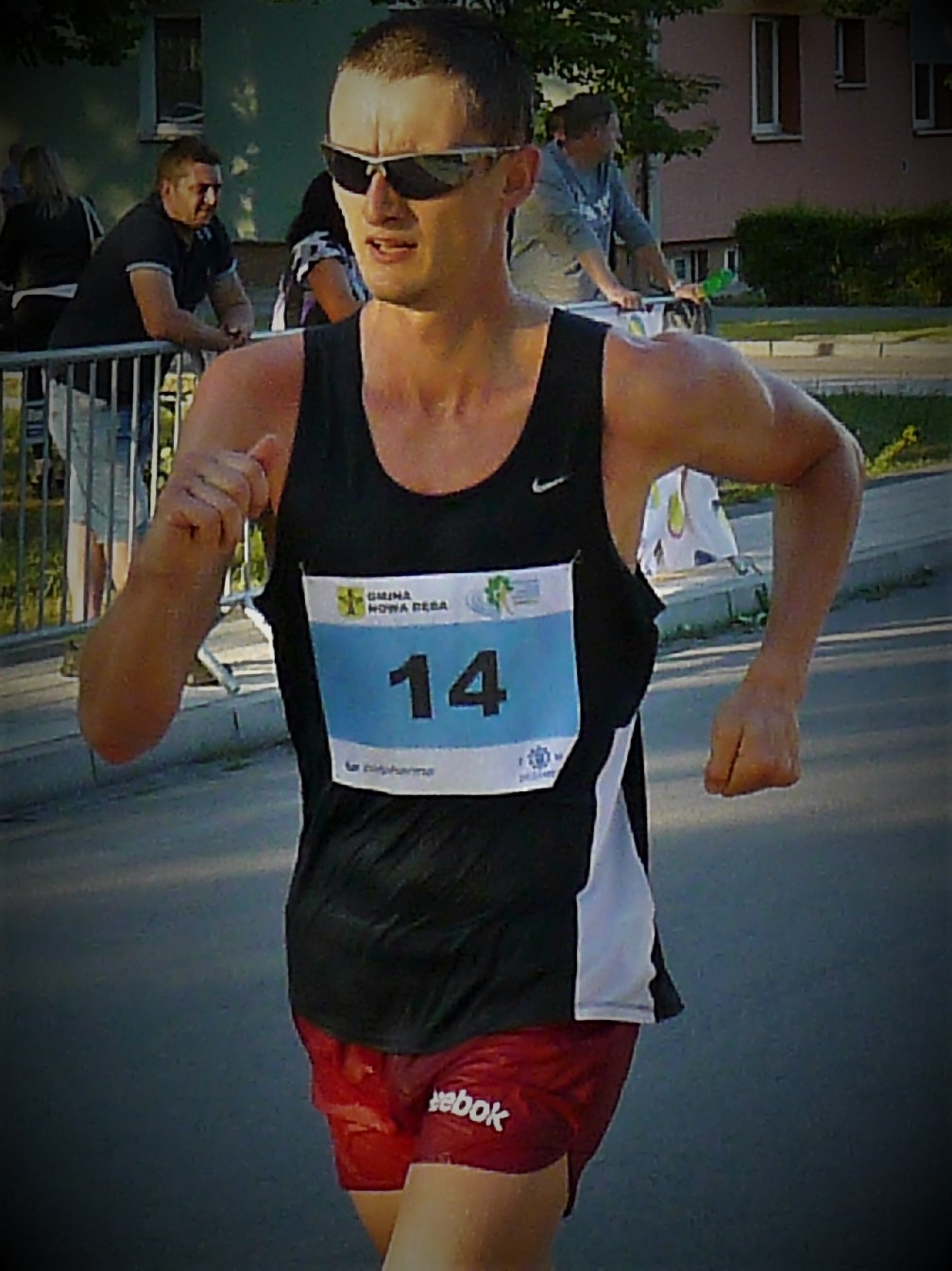
Dawid Tomala – Rang neunzehn
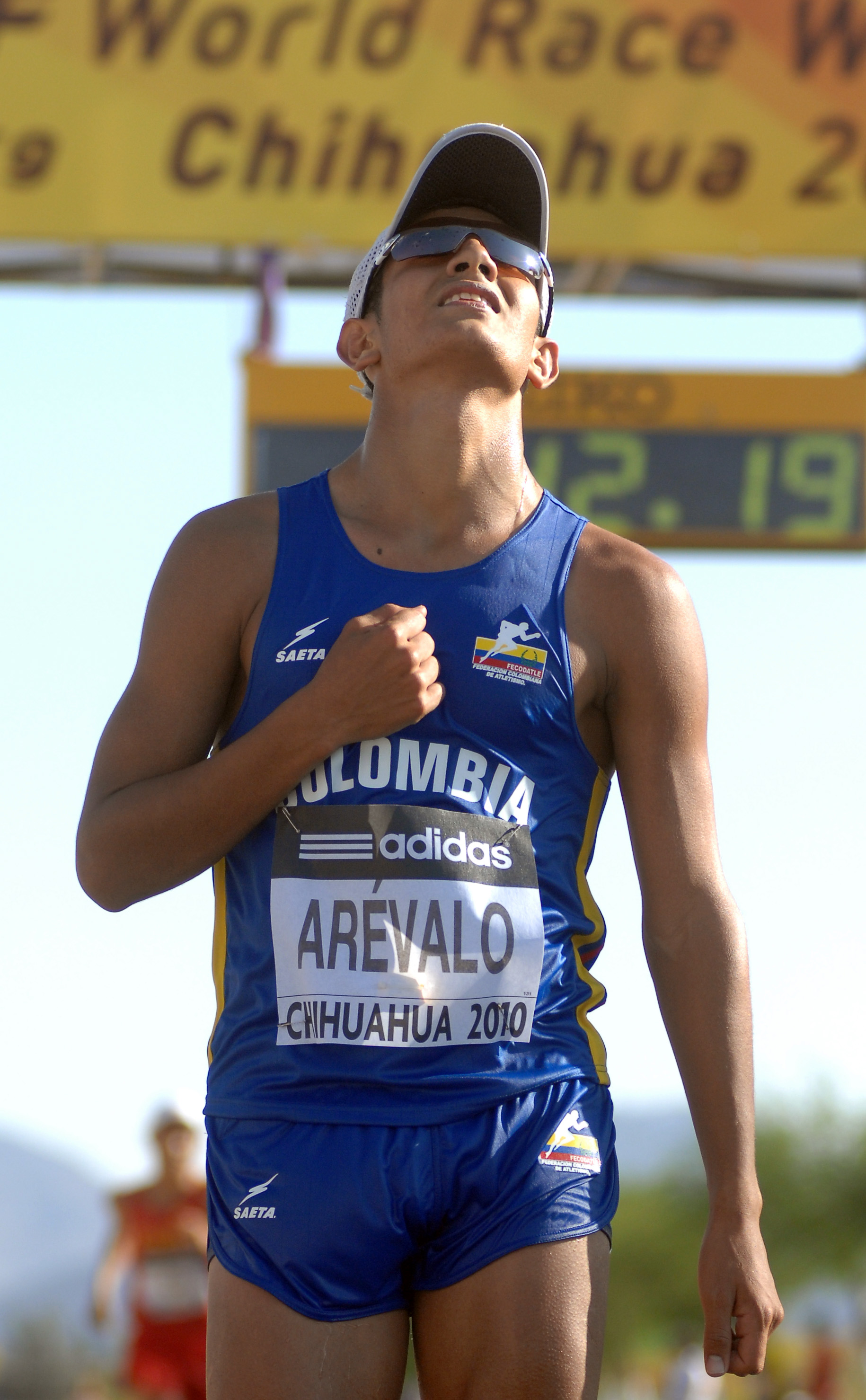
Éider Arévalo – Rang zwanzig
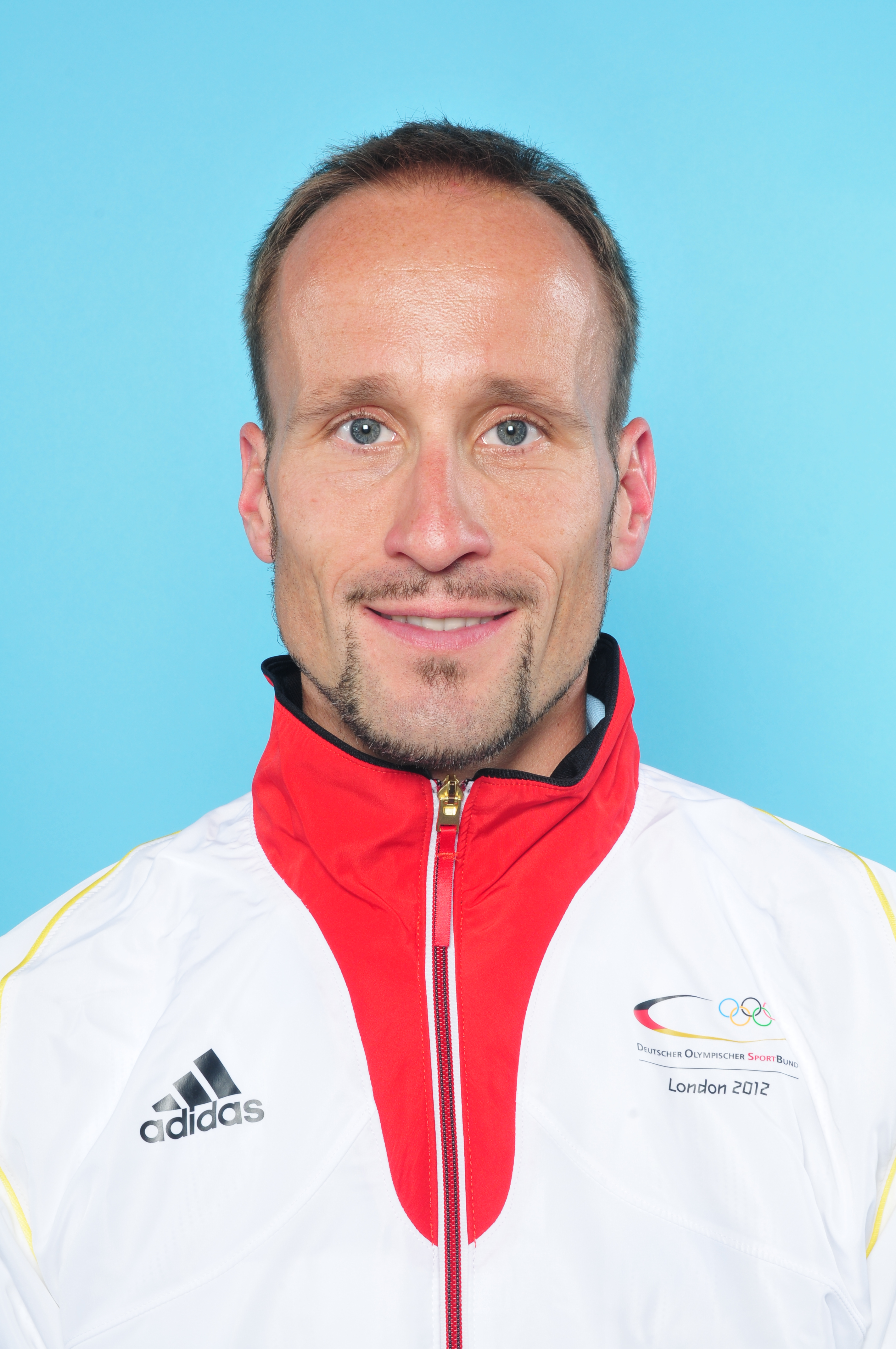
André Höhne – Rang 21
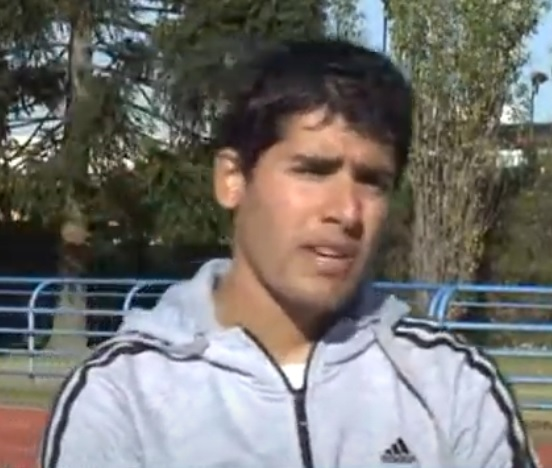
Juan Manuel Cano – Rang 22
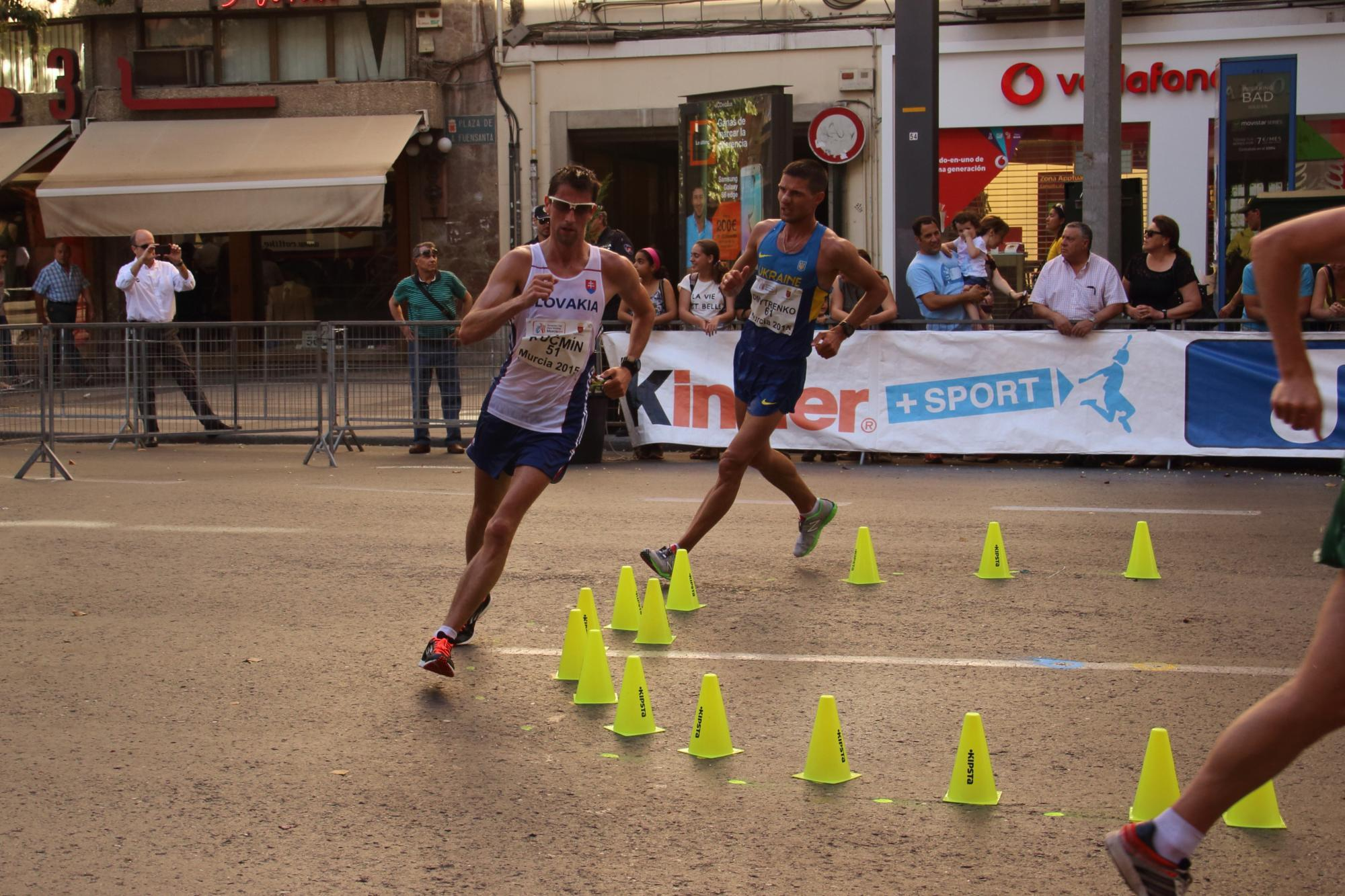
Anton Kučmín (weißes Trikot) – Rang 23 Ruslan Dmytrenko – Rang dreißig
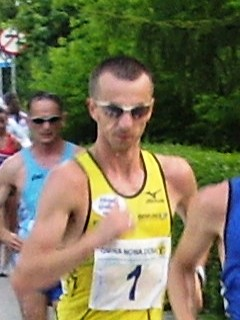
Grzegorz Sudoł – Rang 24
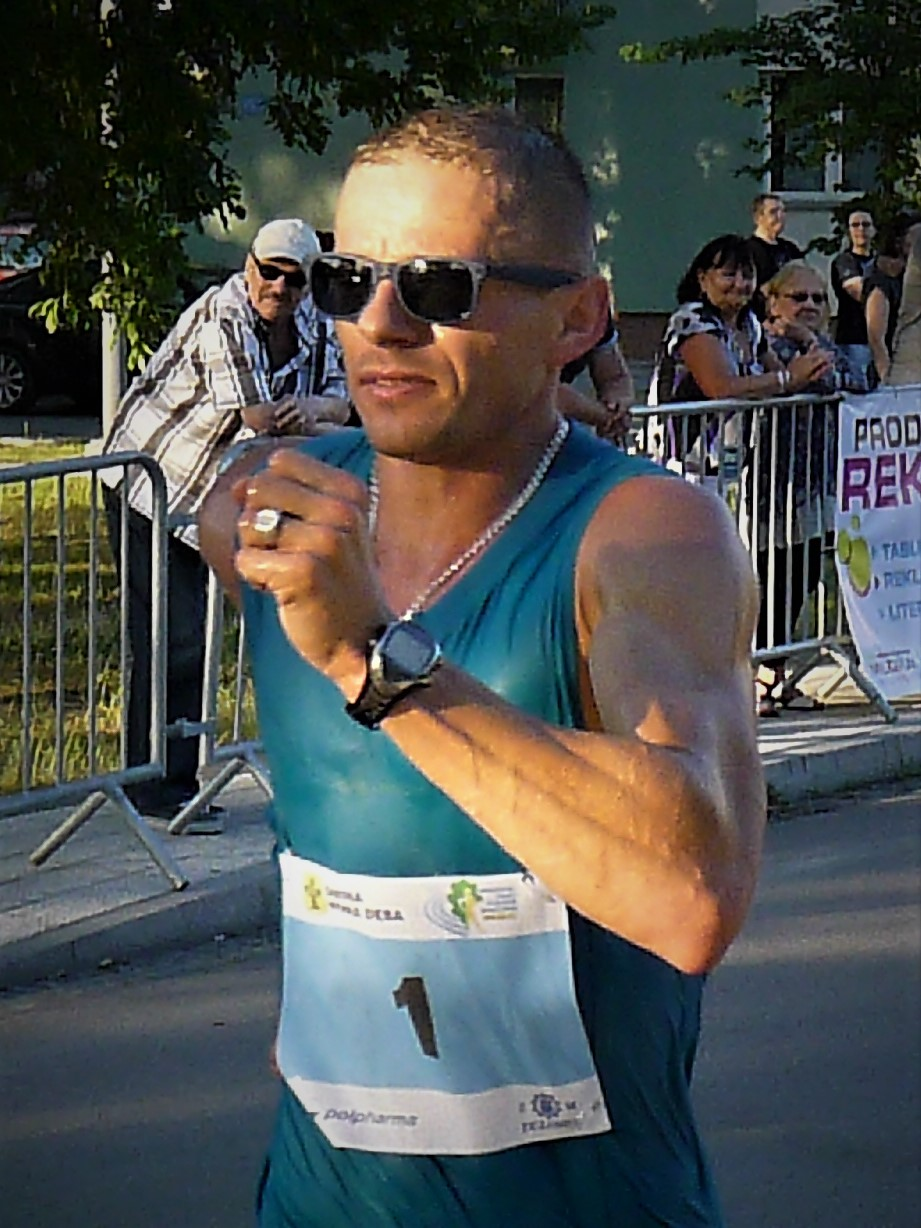
Rafał Augustyn – Rang 29
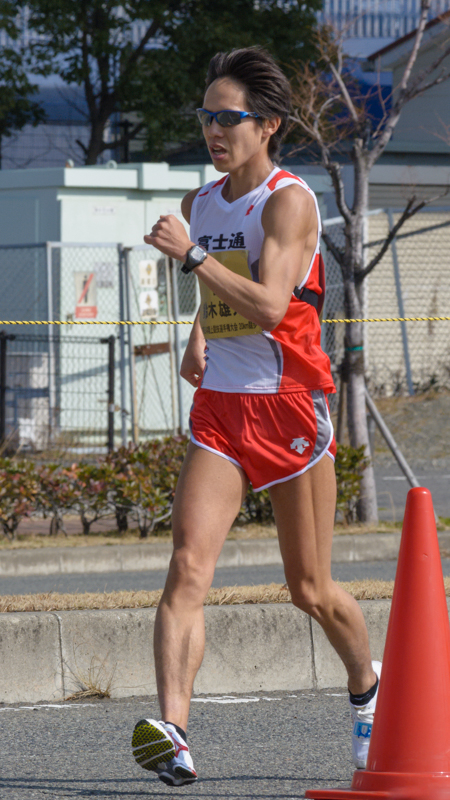
Yūsuke Suzuki – Rang 36
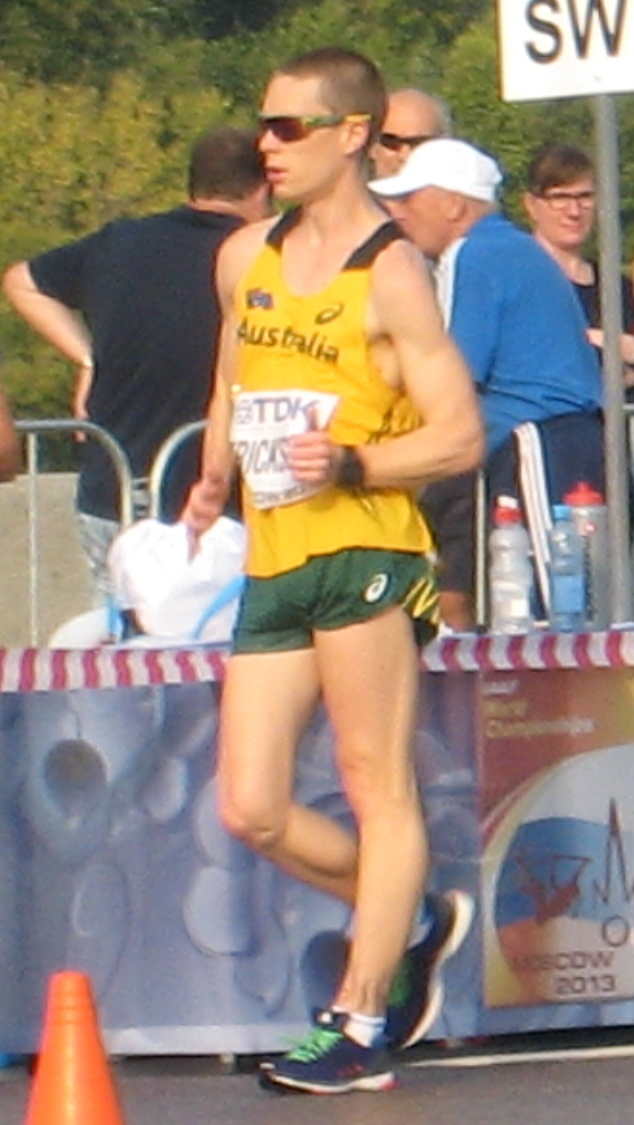
Chris Erickson – Rang 37
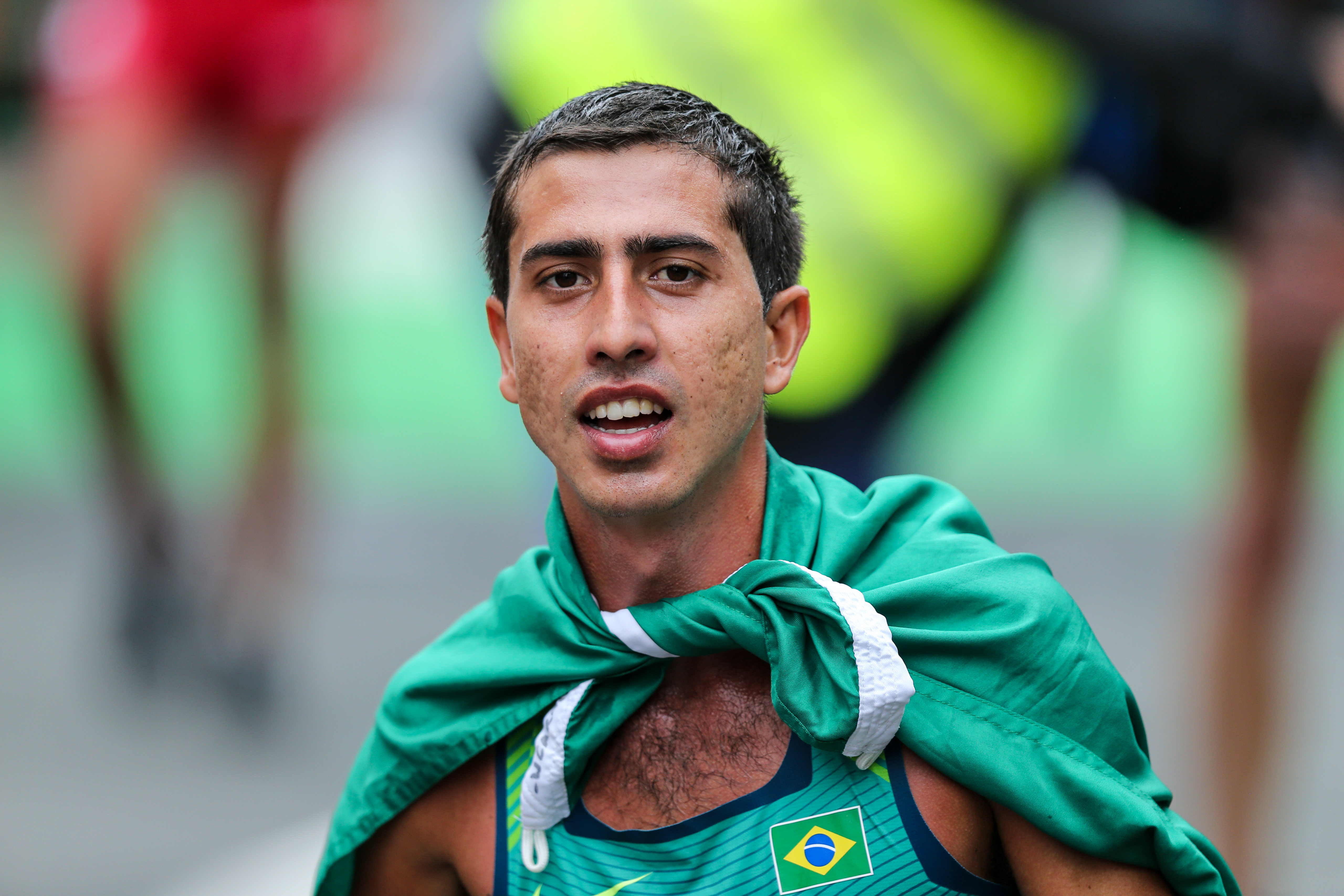
Caio Bonfim – Rang 38
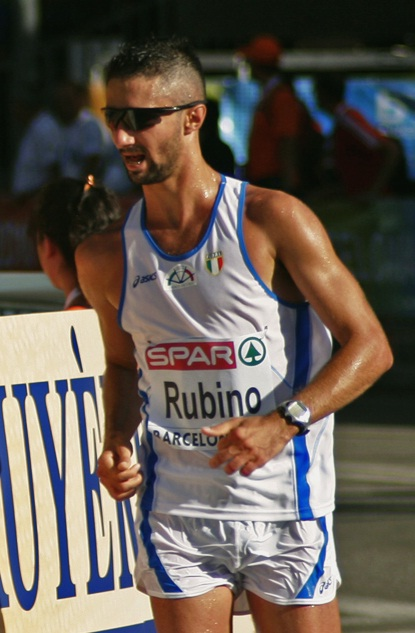
Giorgio Rubino – Rang 41
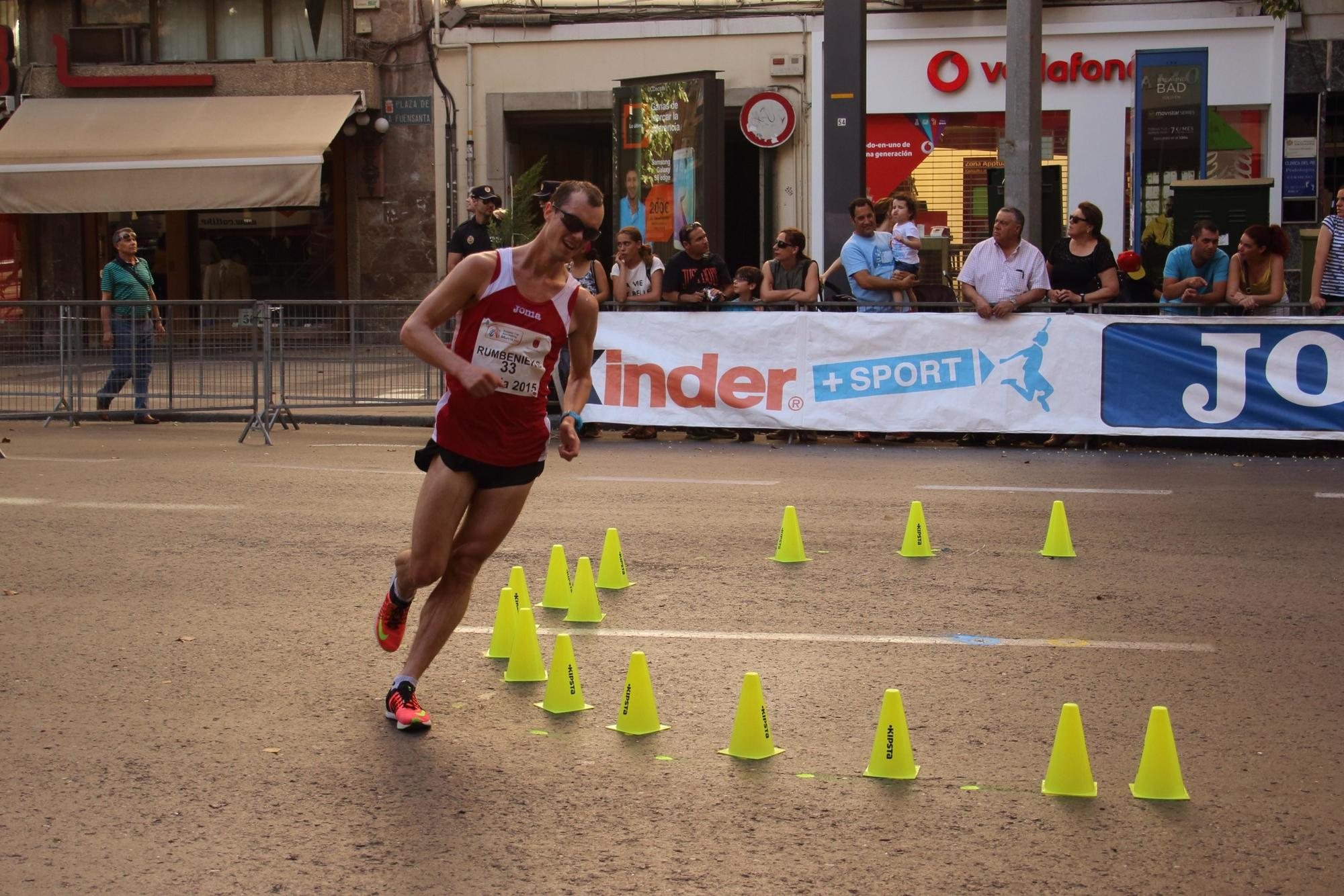
Arnis Rumbenieks – Rang 44
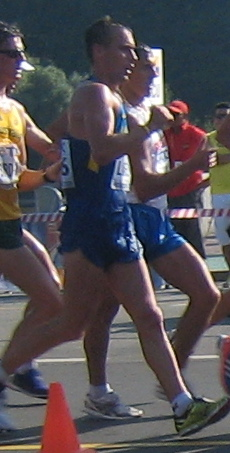
Iwan Lossew (Mitte) – Rang 46
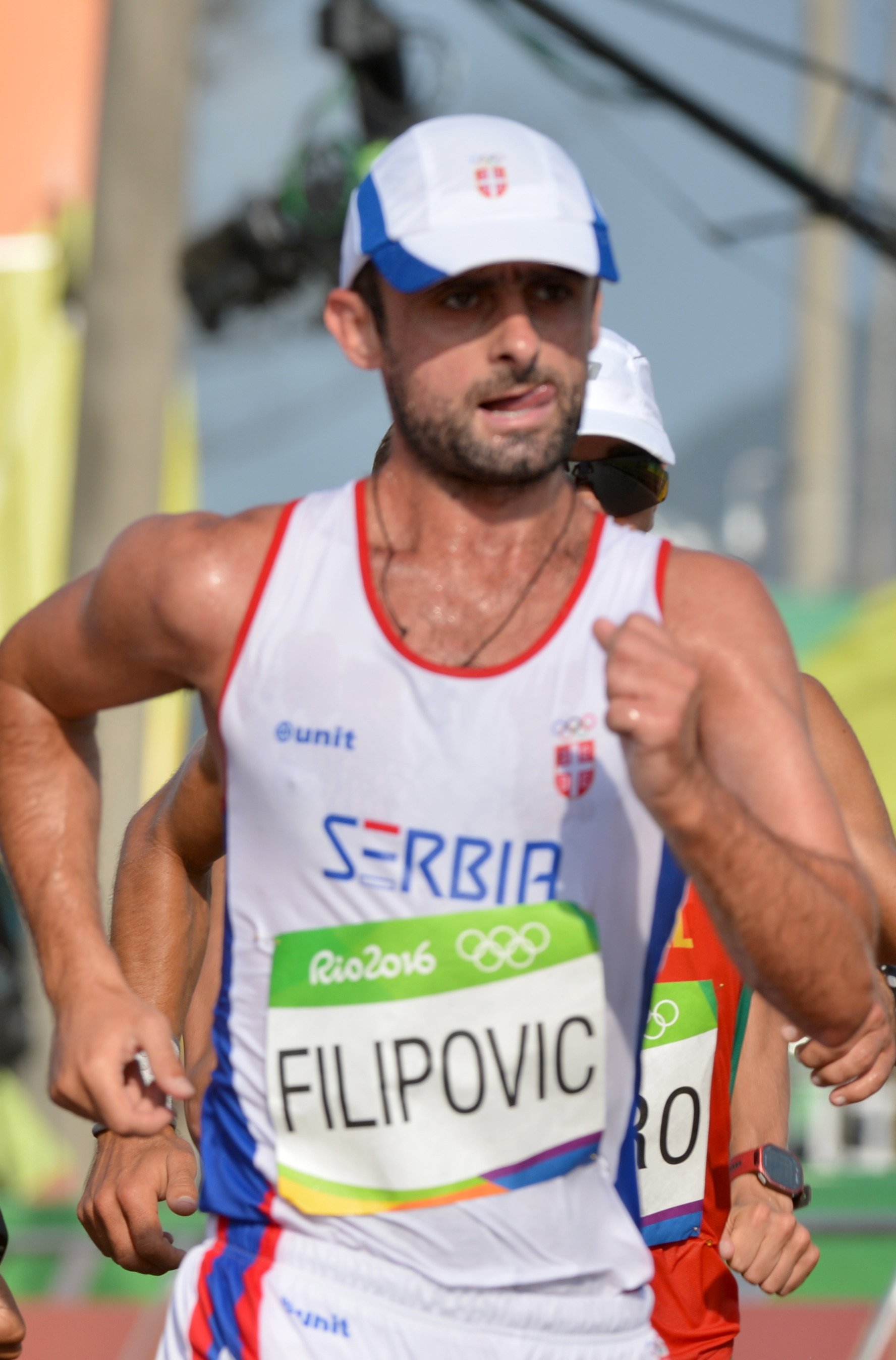
Predrag Filipović – Rang 47
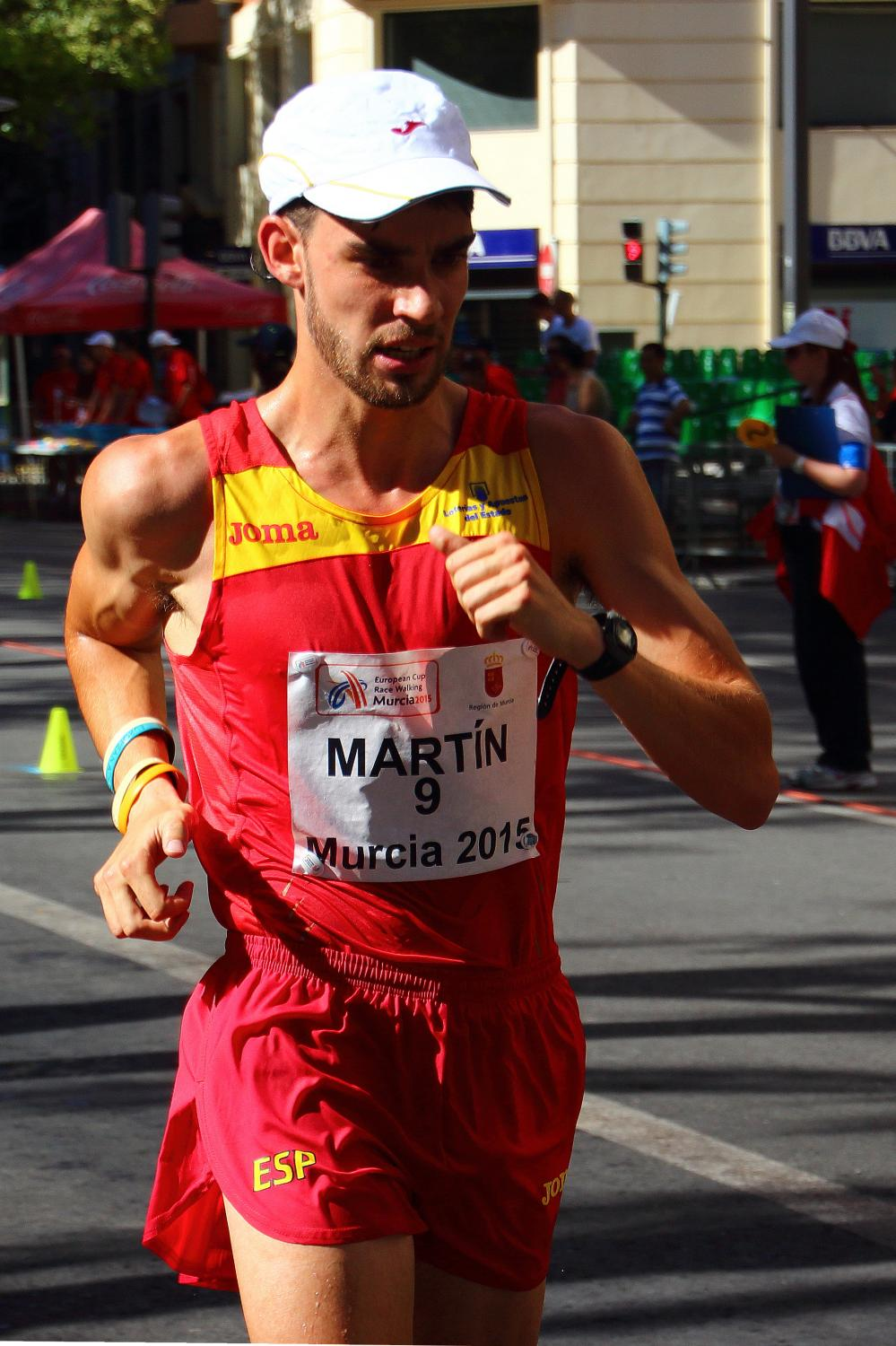
Alvaro Martín – nicht im Ziel
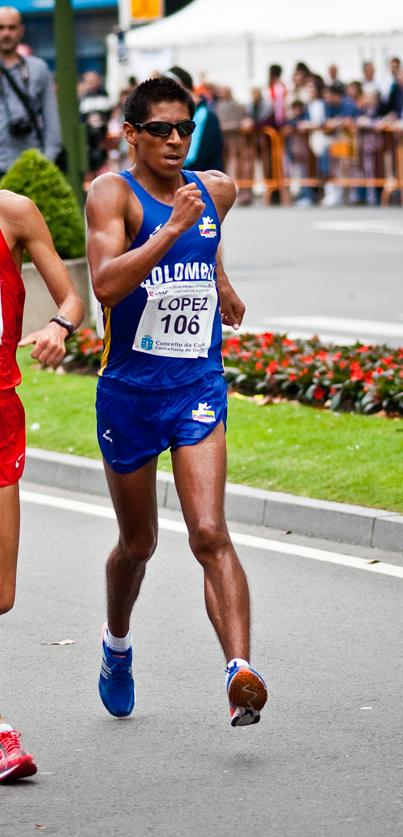
Luis Fernando López – nach drei Verwarnungen disqualifiziert
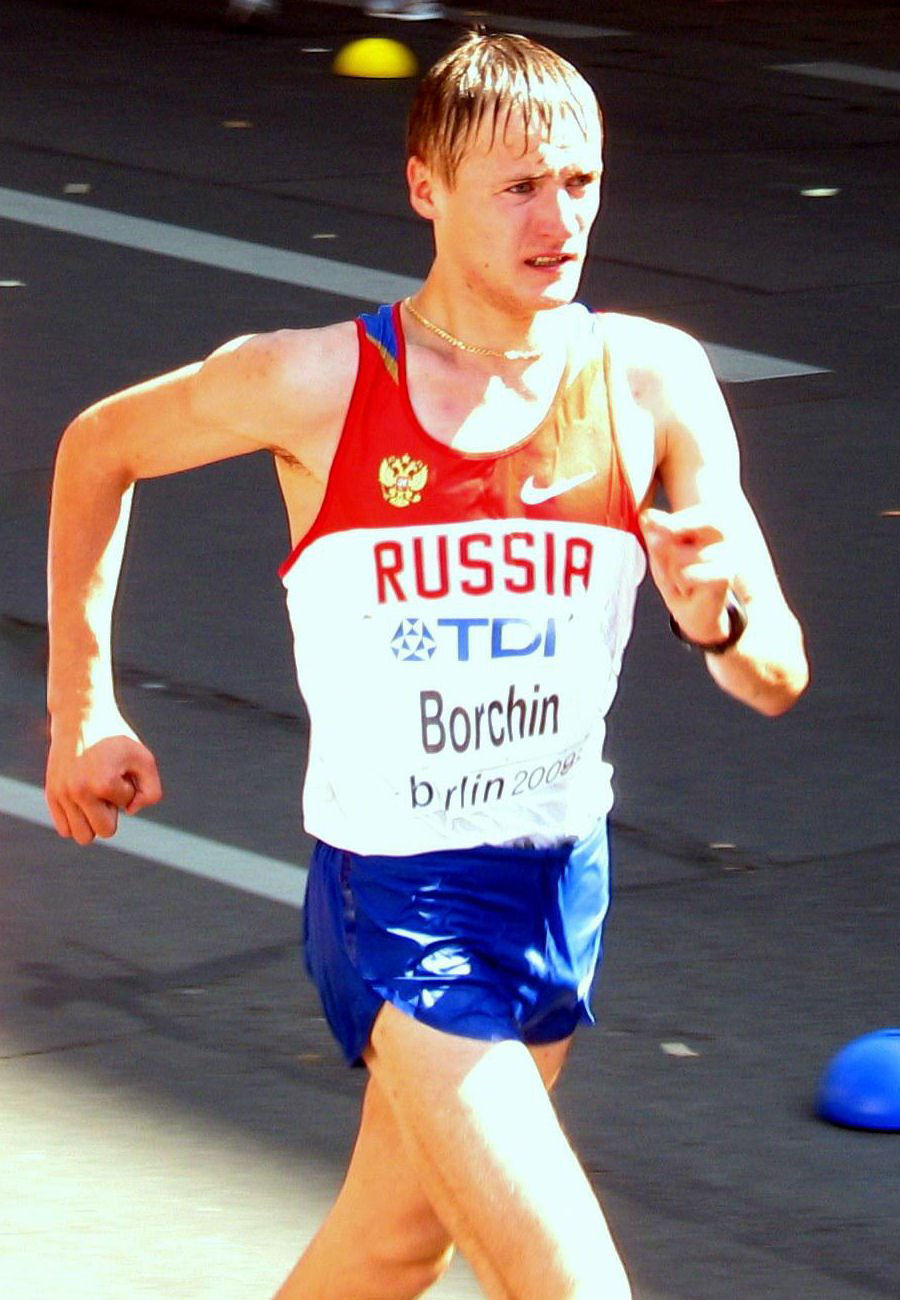
Waleri Bortschin – gedopt und disqualifiziert

## Video
- Athletics - Men 20km Walk - Day 8, London 2012 Olympic Games, youtube.com, abgerufen am 28. März 2022